# مارتين كامبل
مارتين كامبل (بالإنجليزية: Martyn Campbell)‏ (13 أغسطس 1981 - ) هو لاعب كرة قدم بريطاني في مركز الدفاع. لعب مع إيرفين ميدو XI ‏ وTarff Rovers F.C. ‏ ونادي آير يونايتد وKello Rovers F.C. ‏.

## وصلات خارجية
- مارتين كامبل على موقع قاعدة بيانات كرة القدم.إي يو (الإنجليزية)
- مارتين كامبل على موقع Soccerway.com (الإنجليزية)